# Boulevard Soult
Boulevard Soult je bulvár ve 12. obvodu v Paříži. Je součástí tzv. Maršálských bulvárů. Bulvár nese jméno Nicolase Soulta (1769–1851), maršála Francie.

## Historie
V letech 1840–1845 byly postaveny kolem Paříže nové hradby. Dnešní bulvár vznikl na místě bývalé vojenské cesty (Rue Militaire), která vedla po vnitřní straně městských hradeb. Tato silnice byla armádou převedena městu Paříži na základě rozhodnutí z 28. července 1859.
Ve 30. letech 20. století vyrostly v oblasti zone non aedificandi nájemní domy pro sociální bydlení, aby uspokojily chudší obyvatelstvo, které po válce přicházelo z venkova. Tyto domy byly postaveny téměř podél celé vnější strany bulváru Soult směrem k okružnímu bulváru (sudá čísla) mezi Porte de Vincennes a Porte Dorée.